# Current Opinion in Pediatrics
Current Opinion in Pediatrics, abgekürzt Curr. Opin. Pediatr., ist eine wissenschaftliche Fachzeitschrift, die vom Lippincott Williams & Wilkins-Verlag veröffentlicht wird. Die Zeitschrift erscheint mit sechs Ausgaben im Jahr. Es werden Übersichtsarbeiten aus der Pädiatrie veröffentlicht.
Der Impact Factor lag im Jahr 2014 bei 2,528. Nach der Statistik des ISI Web of Knowledge wird das Journal mit diesem Impact Factor in der Kategorie Pädiatrie an 25. Stelle von 119 Zeitschriften geführt.